# Боївська сільська рада
Бо́ївська сільська́ ра́да — колишній орган місцевого самоврядування у Нікольському районі Донецької області з адміністративним центром у с. Бойове.

## Населені пункти
Сільській раді були підпорядковані населені пункти:
- с. Бойове
- с. Малинівка
- с. Новогригорівка
- с. Паннівка
- с. Суженка

## Склад ради
Рада складалася з 16 депутатів та голови.